# Solaris (kniha)
Solaris je vědeckofantastický román polského spisovatele Stanisława Lema z roku 1961. Je to Lemovo vrcholné dílo. Děj knihy popisuje výzkum planety Solaris, pokryté živým oceánem, a řeší problém porozumění mezi rozdílnými formami života.
Román byl přeložen do mnoha světových jazyků a byl třikrát zfilmován. Patří k nejznámějším dílům polské fantastiky. Dílo se řadí do podžánru SF technothriller.

## Popis planety

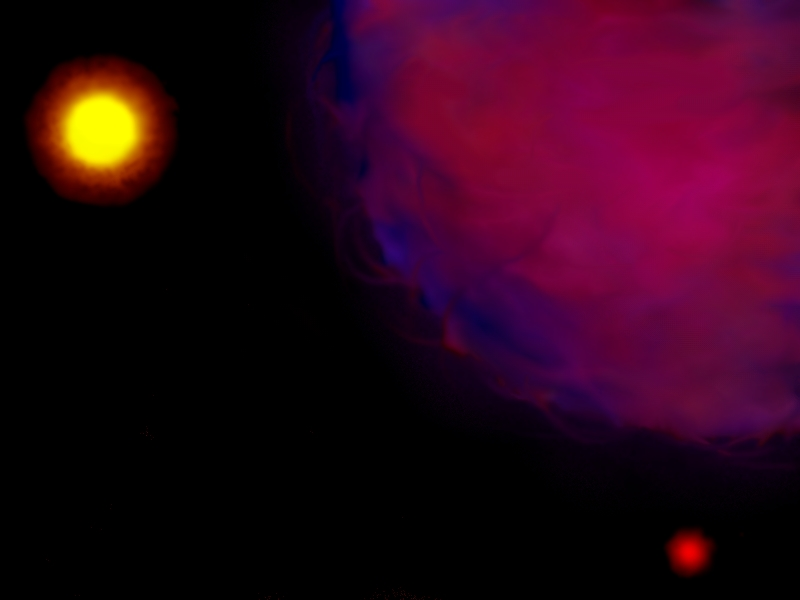
Obrázek fiktivní planety Solaris.

Solaris je popisována jako střední planeta, velikosti Země, která je pokryta z 98 % oceánem gelové hmoty, jen 2 % jsou roztroušené ostrůvky u obou polárních čepiček. Atmosféra planety je silně jedovatá a je silným katalyzátorem pro korozi kovů. Planeta je až na oceán pustá. Oceán je gel zabarvený do žluta, modra až červena, a má specifické chování. Od setkání s lidmi se po celé planetě v oceánu tvoří zvláštní útvary, mimoidy. Gel se v určitém místě začne formulovat do spojnic žil, kterými protéká žlutý sliz, celé to připomíná „květák“, jak sám píše Lem. V těchto útvarech vznikají napodobeniny různých tvarů. Tyto tvary jsou vytvářeny z bílé hmoty, podobné zemskému jílu. Oceán vytváří dva druhy těchto „kopírek“. Každá se liší dobou trvání. Po uběhnutí času se duplikované věci propadnou do oceánu a celý tento děj je zakončen výbuchem, který části duplikátu, ale i gelu vyvrhuje až 40 kilometrů do atmosféry. Pár dní po první smrti člověka v oceánu svědek popisuje, že se v seskupení slizu tvořilo něco jako lidské dítě.
Staletí výzkumů přinášelo mnoho teorií o původu organického oceánu. Nejpopisovanější je teorie o přeskočení evoluce. Oceán si uvědomil, že jeho oběžná dráha končí v jedné hvězdě, proto přeskočil známou teorii o evoluci a vznikl z něho inteligentní gel se schopností ovládat gravitaci. Skupiny vědců sepisují dokumenty do knih, kde jsou různé teorie o oceánu, díky tomu vzniká věda solaristika.
Solaris je v Lemem popisované budoucnosti jedním z největších „oříšků“, který lidstvo doposud poznalo. Díky objevu planety na Zemi začínají vznikat skupiny lidí, jež se zabývají jen planetou (solaristika) a dokonce vznikají organizace, které Solaris uctívají jako boha. Touto záhadou chtěl dát Stanisław Lem najevo, že v kosmu může existovat životní forma, která je pro člověka díky omezenosti vnímání a inteligence naprosto nepochopitelná.

## Děj
Děj začíná povoláním vědce a psychologa Krise Kelvina na misi na Solaris, aby zjistil psychický stav zdejší posádky, která se skládá z třech vědců, dr. Snauta, dr. Sartoriuse a Gibariana. Po přistání na stanici, která obíhá planetu Solaris, zjišťuje, že stav posádky je příšerný. Po rozmluvě s posádkou se dozvídá, že Gibarian, jeho dlouholetý přítel, „spáchal sebevraždu“.
Při prohlídce stanice potkává neznámou postavu černošky, která okamžitě zmizí. Ke svému překvapení onu černošku znovu nalézá, a to vedle těla Gibariana. Avšak tajemství, které před ním skrývají členové místní posádky se dozvídá hned, jakmile se probudí ze spánku. U své postele spatřuje snoubenku, Harey, která před nějakým časem na Zemi spáchala sebevraždu. Kris je vystrašený, a to ne jen neuvěřitelnou fyzickou sílou oné podobizny, ale i její psychickou nevyrovnaností. Kelvin ji ve strachu vystřelí na oběžnou dráhu planety.
Po rozmluvě s posádkou se dozvídá, že z nějakého neznámého důvodu, se po probuzení ze spánku objeví u jejich postele osoby, které postrádají. Kelvin se dozvídá, že má klid pouze několik málo hodin, neboť postava se opět objeví. Ráno se opět probouzí ve společnosti Harey. Ta nepotřebuje spát, jíst ani pít. Na Kelvina je ale velmi vázaná a jejich odloučení není možné, neboť Harey pokaždé začne vyvádět. Po prostudování krve své snoubenky Kelvin zjišťuje, že její krev je úplně normální, ovšem po dostatečném přiblížení mikroskopem na úroveň, kde by měl vidět atomy, nevidí nic. Z toho vyvodí, že imitace jsou složeny z neutrin. Snaut vysvětluje, že od posledního skenu planety předešlou posádkou bylo zničeno 300 km2 oceánu a aktivita „květáků“ se mnohonásobně zvýšila. Skeny, založené na rentgenovém záření byly vládou na Zemi zakázány, neboť jsou pro oceán ničivé. Kelvin s vědci vyvozuje, že oceán jim ve spánku skenuje části mozku, kde mají uložené vzpomínky, ty pak zhmotňuje, možná jako pokus o navázání kontaktu nebo alespoň o zamezení dalšího poškozování oceánu.
Kelvin se přes varování kolegů znovu zamiluje do Harey a rozhodne se, že jí odveze na Zem. Harey mezitím přijde na to, že je jen zhmotnění Krisových hezkých vzpomínek na Harey ze Země. Nedokáže se s tímto faktem vyrovnat, a proto bez Krisova vědomí podstoupí test, který má navždy vymazat ji a jí podobné imitace.
Po zjištění, že Harey se už nevrátí, se Kris rozhodne k návratu na Zem. Před tím chce sestoupit na jeden z mimoidů a prohlédnout si zblízka oceán. Pozorování jeho chování v něm však probudí očekávání dalších výtvorů oceánu, jichž chce být svědkem.

## Filmová zpracování
Román byl třikrát zfilmován.
- Solaris (film, 1968), televizní film, režie Boris Nirenburg
- Solaris (film, 1972), režie Andrej Tarkovskij [3], získal hlavní cenu festivalu v Cannes v roce 1972
- Solaris (film, 2002), režie Steven Soderbergh, produkce James Cameron[4]

## Odkazy

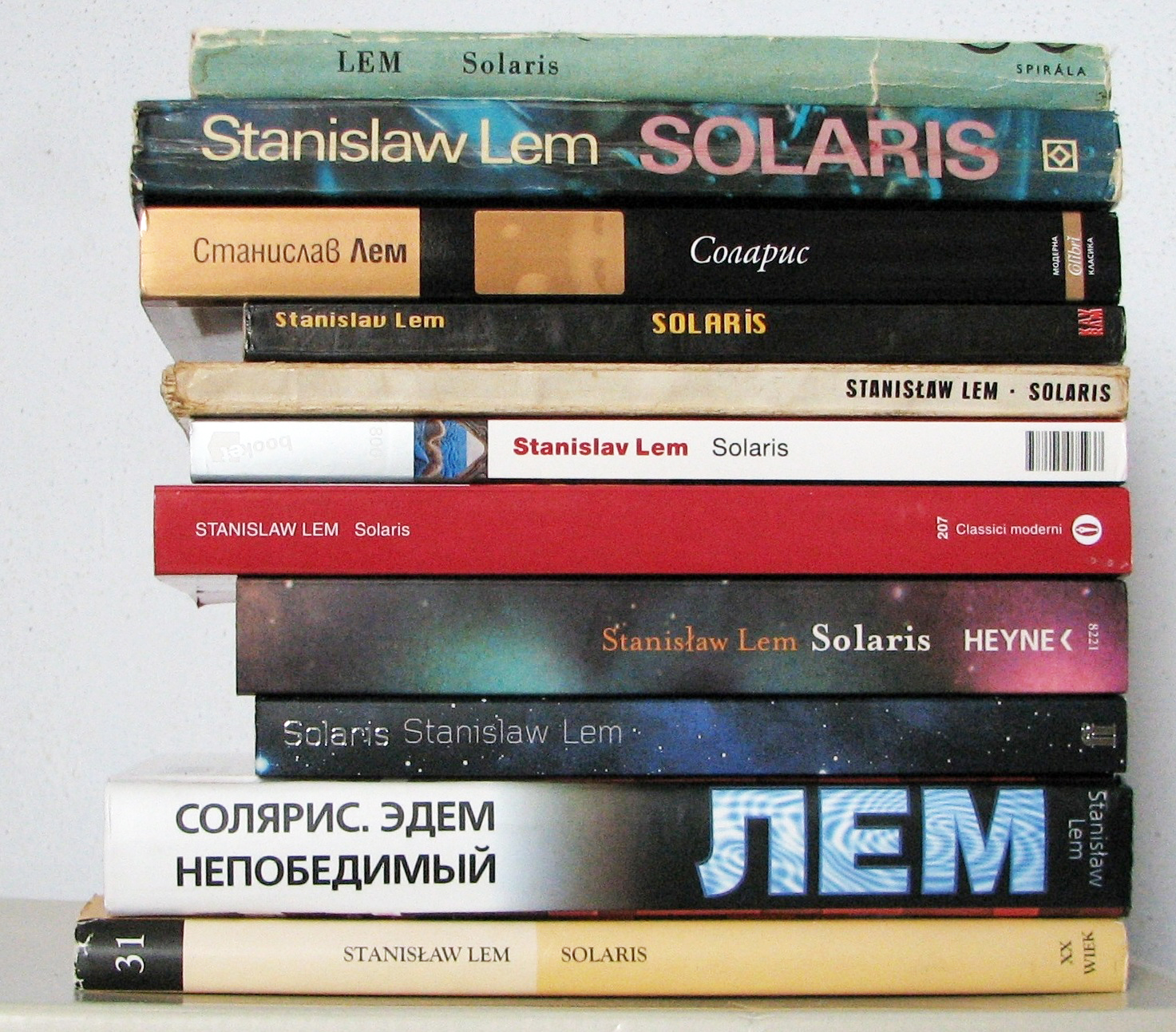
Vydání Solaris v jedenácti různých jazycích (první české zcela nahoře)